# 1. Ilmenauer Glashütte
Die 1. Ilmenauer Glashütte war eine frühneuzeitliche Produktionsstätte unmittelbar vor den Toren der Stadt Ilmenau. Die Tradition der heutigen Glasherstellung in Ilmenau geht auf diese Glashütte zurück. Sie war neben Stützerbach, Gehlberg und Goldlauter eine der ersten Glashütten in der früheren Grafschaft Henneberg und im Thüringer Wald.

## Lage
Die Glashütte lag unmittelbar vor dem Endleichtor in Ilmenau am Beginn der heutigen Lindenstraße.

## Geschichte
Herzog Johann Ernst von Sachsen erteilte 1675 dem Glasmacher Elias Wenzel, der aus der Nähe von Hannover stammte, das Privileg zum Bau einer Glashütte bei Ilmenau. Wenzel beherrschte die Kunst, nicht nur Fensterglas und Gebrauchsgläser herzustellen, sondern auch kostbare Kristallgläser, die selbst bei Hofe Beachtung fanden. Wenzel hatte sich diese Kunst von einem italienischen Kartäusermönch angeeignet, als er in der fürstlichen Glashütte in Osnabrück längere Zeit gearbeitet hatte.
Durch seinen frühen Tod am 27. April 1679 nahm Elias Wenzel das Geheimnis dieser streng gehüteten Kunstfertigkeit mit ins Grab. Keiner seiner Erben und Gesellen beherrschte die Kunst des Herstellens von Kristallgläsern. Da außerdem deren Preis auf dem Markt zu dieser Zeit gefallen war, ging die erste Ilmenauer Glashütte nur wenige Wochen nach Wenzels Tod unter. Das Gebäude wurde verkauft.
Sein Bruder Franz Wenzel arbeitete als Glasmachergeselle in Goldlauter. 1687 wurde er bei Herzog Moritz Wilhelm von Sachsen-Zeitz vorstellig, um sich genau wie sein Bruder Elias selbständig zu machen. Franz Wenzel warb damit, ebenfalls Kristall- und Schmuckgläser herstellen zu können. 1691 erhielt er dann die gewünschte Konzession und errichtete im späteren Allzunah die nach ihm benannte Franzhütte.